# Castelvetro di Modena

Castelvetro di Modena (Castelvêider en dialecte modenese) est une commune italienne de la province de Modène dans la région Émilie-Romagne en Italie.

## Géographie
La commune de Castelvetro est située sur un territoire dont l’altitude varie de 66 à 447 mètres, entre les communes de Maranello (7 km) et Vignola (5 km), à une vingtaine de kilomètres au sud de la Via Emilia et de l’autoroute du soleil A1 Milan-Bologne. La cité est traversée par le torrent Guerro, un affluent du Panaro.
Grandes villes proches :
- Modène 17 km ;
- Castelnuovo Rangone 5 km ;
- Spilamberto 7 km ;
- Formigine 11 km ;
- Fiorano Modenese 10 km.

Castelvetro est classée en zone 2, selon la  classification sismique italienne.

## Histoire

### Antiquité
Les collines étaient déjà peuplées dès le Paléolithique et le Néolithique selon les découvertes archéologiques faites dans les environs de la commune.
À l’âge du bronze et du fer, la civilisation dite terramare a été découverte sur deux sites de la commune aux hameaux de Ca' di Sola et de Ca' Monesi.
L’arrivée des Étrusques depuis la Toscane dans la plaine du Pô laissa de nombreuses traces de leur passage : restes d’un village et d’une nécropole découverts dès 1841 (Musée de la cité), connue, à l'époque contemporaine, comme zone archéologique et établissement étrusque plus important de la province. Dans le quartier de la Galassina de Castelvetro furent découvertes 37 tombes de la culture de Villanova du Ve siècle av. J.-C..

### Moyen Âge
Vers 350 av. J.-C., le pays vit arriver les Boïens, puis, en 218 av. J.-C., ce fut le tour des Gaulois, conquis ensuite par les Romainsdont le consul Marcus Aemilius Lepidus, en –187, fit construire la via Emilia de Ariminum (Rimini) à Placentia (Plaisance).
Vers 150 av. J.-C., les légions romaines construisirent un Castrum Vetus (castrum=camp militaire et vetrus=antique).
Dans un document de l’année 988, conservé aux archives de S.Pietro à Modène, Castelvetro est dénommé Castrovetere (actum prope Castrovetere in Oratorio Sanctae Mariae) puis prendra enfin le nom de Castelvetro en 1500.
Au XIe siècle, le pays passe aux mains des bénédictins de Nonantola qui le confient au marquis Boniface III de Toscane; à la mort de celui-ci en 1052, sa fille Mathilde de Toscane hérite du pays de Castelvetro.
En 1115, à la mort de Mathilde, les bénédictins de Nonantola confièrent Castelvetro aux familles Beccafava et Manfredi, avant qu'il soit annexé à la commune de Modène et participe à la guerre entre Guelfes et gibelins.
Castelvetro, pro-gibelins au côté de l’empereur germanique, subit le siège des Guelfes du pape Jean XXII qui prirent et détruisirent le château en 1326.
En 1330, le pontife assigna le fief à Jacopino Rangone (famille Rangoni).
Le 5 juin 1501, un séisme endommagea le château et autres édifices anciens, aussitôt restaurés par les Rangoni.

### Époque moderne et actuelle
En 1796, l’invasion française met fin à la féodalité, les Rangoni furent expulsés et la commune perdit ses avantages de chef-lieu et passa à l’administration centrale du royaume d’Italie le 1er janvier 1860.

## Administration
| Période                                  | Période  | Identité          | Étiquette     | Qualité |
| ---------------------------------------- | -------- | ----------------- | ------------- | ------- |
| 08/06/2009                               | En cours | Giorgio Montanari | Centre gauche |         |
| Les données manquantes sont à compléter. |          |                   |               |         |

### Hameaux
La commune de Castelvetro di Modena comprend plusieurs hameaux : Levizzano Rangone, Solignano Nuovo et Ca' di Sola.

### Communes limitrophes
Castelnuovo Rangone, Formigine, Maranello, Marano sul Panaro, Spilamberto, Serramazzoni, Vignola

## Population

### Évolution de la population en janvier de chaque année
| 1861  | 1901  | 1921  | 1951  | 1961  | 1971  | 1981  | 1991  | 2001  |
| ----- | ----- | ----- | ----- | ----- | ----- | ----- | ----- | ----- |
| 4 329 | 6 233 | 8 251 | 9 409 | 7 770 | 6 738 | 7 497 | 8 081 | 9 589 |

| 2011   | - | - | - | - | - | - | - | - |
| ------ | - | - | - | - | - | - | - | - |
| 11 165 | - | - | - | - | - | - | - | - |

### Ethnies et minorités étrangères
Selon les données de l’Institut national de statistique (ISTAT), au 1er janvier 2011, la population étrangère résidente était de 1 291 personnes, soit 11,6 % de la population totale.
| Pos. | Pays      | Population |
| ---- | --------- | ---------- |
| 1    | Maroc     | 421        |
| 2    | Albanie   | 164        |
| 3    | Sri Lanka | 119        |
| 4    | Roumanie  | 92         |
| 5    | Tunisie   | 76         |
| 6    | Ukraine   | 43         |

## Fêtes et évènements

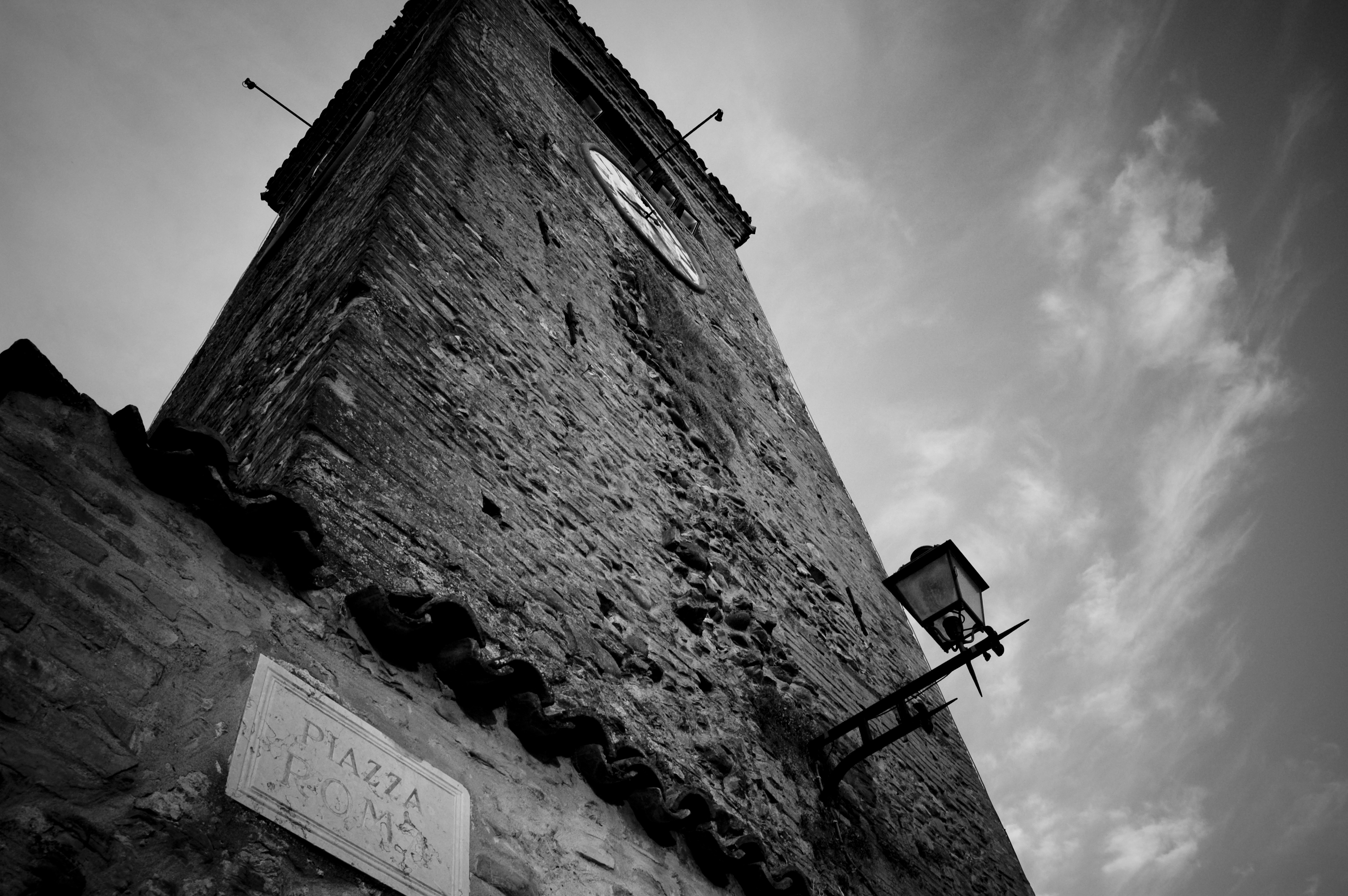
La Tour de l’horloge en place Roma.

Castelvetro di Modena est le siège pour Modène de l'Enoteca Regionale dell'Emilia-Romagna (œnothèque régionale), avec la sélection de plus de deux cents étiquettes Emiliano-Romagnoles et une sélection particulière dédiée à Lambrusco Grasparossa di Castelvetro DOP et au vinaigre balsamique traditionnel de Modène DOP.
- la Sagra dell'Uva e del Lambrusco Grasparossa di Castelvetro di Modena, en septembre, dégustation de différents crus de la région,
- le Mercurdo - La Biennale dell'Assurdo, la biennal de l’absurde, tous les deux ans, exposition d’art contemporain, exhibition et spectacle d’artistes internationaux.
- la Giornata Fai di Primavera parcours fleuri.

## Économie
- Depuis le XIXe siècle, la Fornace Cavallini une importante fabrique, en feu continu, de briques et tuiles en terre cuite.
- La vigne représente la culture principale et en particulier celle de Lambrusco Grasparossa et du Trebbiano duquel est tiré le vinaigre balsamique traditionnel de Modène.

## Personnalités nées à Castelvetro di Modena
- Bartolomeo Barbieri, (1615-1697), frère capucin et théologien.
- Piero Ferrari (22 mai 1945). Fils d’Enzo Ferrari (fondateur de Ferrari).

## Jumelage
- Castelfidardo (Italie)
- Montlouis-sur-Loire (France)